# Erna Daugaviete
Erna Daugaviete (ur. 9 marca 1906 w Dignāja, zm. 1991 w Rydze) – łotewska chemiczka i inżynier, dyrektorka Fabryki Preparatów Medycznych w Rydze. Brała udział we wprowadzeniu produkcji antybiotyków w ZSRR.

## Życiorys
Urodziła się 9 marca 1906 w Dignāja na Łotwie. Podczas I wojny światowej jej rodzina, wraz z innymi Łotyszami, została ewakuowana na Daleki Wschód. Następnie przenieśli się na południowy Ural. Daugaviete ukończyła studia na Wydziale Chemii Uralskiego Uniwersytetu Państwowego (obecnie Uralski Uniwersytet Federalny), uzyskując w 1938 tytuł inżyniera-chemika, a w 1946 stopień doktora. W 1937 wstąpiła do partii komunistycznej. Podczas II wojny światowej Erna Daugaviete pracowała na zapleczu frontu w Swierdłowskiej Fabryce Chemiczno-Farmaceutycznej.
W 1945 powróciła na Łotwę i podjęła pracę w Fabryce Preparatów Medycznych w Rydze, gdzie początkowo była głównym technologiem (1947–1951), następnie głównym inżynierem (1951–1962), a ostatecznie dyrektorem zakładu (1962–1975). Pod jej kierownictwem w zakładzie opracowano i wdrożono produkcję antybiotyków. Wśród wytwarzanych leków znalazły się ampicylina, benzylopenicylina i jej pochodne (benzylopenicylina benzatynowa, penicylina prokainowa), a także gryzeofulwina, nystatyna,  metycylina, oksacylina, oleandomycyna i tetracykliny.
W latach 1951-1955 była członkinią Prezydium Rady Najwyższej Łotewskiej SRR, a w 1952 delegatką XIX Zjazdu Komunistycznej Partii Związku Radzieckiego.
Daugaviete wyszła za mąż i miała dwójkę dzieci: syna Edwarda i córkę Natalię. Zmarła w 1991 roku.

## Odznaczenia i nagrody
- Nagroda Stalinowska II stopnia za opracowanie i wdrożenie w przemyśle metody uzyskiwania produktu leczniczego (1950)[7]
- Zasłużony Działacz Nauki i Techniki Łotewskiej SRR (1955)[1][4]
- Nagroda Państwowa Łotewskiej SRR(inne języki) (1960) za opracowanie technologii produkcji nystatyny[1][4]
- Order Lenina[1][4]
- Order Czerwonego Sztandaru Pracy[1][4]